# Živá voda
Živá voda je v pohádkách kouzelná voda, která má moc křísit mrtvé. Např. v české pohádce Zlatovláska sebrané Karlem Jaromírem Erben se kromě živé vody objevuje i voda mrtvá, kterou je hrdina pokropen před svým oživením aby se jeho rány zahojily.

## Živá voda v pohádkách
- Německá pohádka Živá voda sebraná bratry Grimmovými[2]
- české pohádky Zlatovláska sebraná Karlem Jaromírem Erbenem a O Zlatovlásce sebraná Boženou Němcovou ;
  - Zlatovláska, československá filmová pohádka z roku 1973[3]
  - Slíbená princezna, česká filmová pohádka z roku 2016
- česká pohádka Pták Ohnivák a liška Ryška sebraná Karlem Jaromírem Erbenem
  - česko-německá filmová pohádka Pták Ohnivák z roku 1997
- ruská Pohádka o Ivanu carovici, ptáku ohniváku a o šerém vlku[4]

## Zatřídění živé vody dle Aarne–Thompsona
Aarneho–Thompsonův katalog řadí pohádky o živé vodě postupně do kategorií:
- H - zkoušky
- H1321 - výprava za podivuhodnou vodou
- H1321.1 - výpravu za živou vodou (vodou která křísí)

Pohádkám o živé vodě jsou blízké také příběhy o léčivé vodě (H1321.2) a vodě mládí (H1321.3).

## Živá voda v alternativní medicíně
Jako živá a mrtvá voda se taktéž označuje voda upravená elektrolýzou používaná v alternativní medicíně.